# Memories of His Youth
Memories of His Youth è un cortometraggio muto del 1913 diretto da Barry O'Neil.

## Produzione
Il film fu prodotto dalla Lubin Manufacturing Company.

## Distribuzione
Distribuito dalla General Film Company, il film - un cortometraggio in una bobina - uscì nelle sale cinematografiche statunitensi il 27 marzo 1917.